# Dürrhennersdorf
Dürrhennersdorf là một đô thị trong huyện Görlitz, bang tự do Sachsen, nước Đức. Đô thị Dürrhennersdorf có diện tích 10,67 km², dân số thời điểm ngày 31 tháng 12 năm 2005 là 1183 người.